# Palmenella californica
Palmenella californica är en kräftdjursart som beskrevs av Erich Triebel 1957. 
Palmenella californica ingår i släktet Palmenella och familjen Schizocytheridae. Inga underarter finns listade i Catalogue of Life.